# Árpád Weisz
(Matteo Marani, Dallo scudetto ad Auschwitz.)
Árpád Weisz, a volte italianizzato in Arpad Veisz (Solt, 16 aprile 1896 – Auschwitz, 31 gennaio 1944), è stato un calciatore e allenatore di calcio ungherese.
Dopo una breve esperienza calcistica nel campionato italiano degli anni 20 del XX secolo, iniziò una brillante carriera di allenatore vincendo uno scudetto con l'Ambrosiana, ad appena trentaquattro anni, e altri due con il Bologna. In quanto ebreo fu vittima delle leggi razziali in Italia. Rifugiatosi nei Paesi Bassi, con l'occupazione tedesca durante la seconda guerra mondiale fu arrestato e deportato dapprima nel campo di transito di Westerbork, successivamente ai campi di lavoro e infine ad Auschwitz, dove trovò la morte per mano nazista.

## Biografia
Nacque a Solt, in Ungheria, figlio di Lazzaro e Sofia Weisz, entrambi ebrei. Dopo il diploma liceale iniziò a frequentare l'Università di Budapest, dove si iscrisse alla facoltà di giurisprudenza, che dovette però lasciare prematuramente a causa della prima guerra mondiale. Combattendo sotto l'Impero austro-ungarico contro il Regno d'Italia, venne fatto prigioniero nel 1915, per essere poi internato a Trapani.

## Carriera

### Giocatore

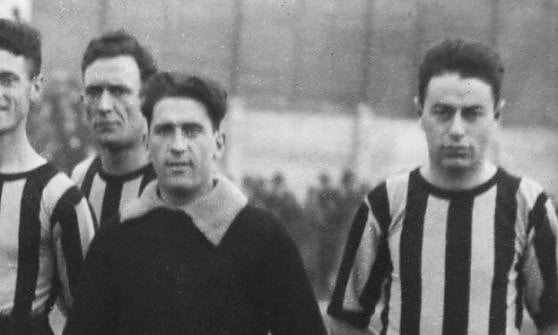
Weisz (a destra) giocatore dell'Inter nella stagione 1925-1926

Dal 1919 al 1923 militò nel Törekvés, una piccola squadra di Budapest, mentre l'anno successivo giocò nel Maccabi Brno, società ebrea della città di Brno, nell'allora Cecoslovacchia, condividendo lo spogliatoio con Ferenc Hirzer. Con la nazionale danubiana disputò, senza andare in rete, sei partite tra il 1922 e il 1923, prendendo poi parte (senza scendere in campo) al torneo olimpico di Parigi 1924. Qui i magiari guidati da Béla Guttmann superarono agevolmente la Polonia (5-0), per poi essere eliminati agli ottavi di finale dal modesto Egitto: all'epoca l'Ungheria era governata da un nazionalista antisemita, al contrario la nazionale era incentrata su giocatori di religione ebraica i quali, a causa di dissidi con la dirigenza, decisero di farsi scientemente sconfiggere dagli africani, che vinsero con un netto 3-0.
Nello stesso anno arrivò in Italia e qui, dopo una breve esperienza all'Alessandria, nel campionato 1925-1926 collezionò 11 presenze e 3 reti – curiosamente tutte segnate in una settimana – con l'Inter. La sua carriera da giocatore, dove lo si ricorda come un'ala sinistra molto veloce e ben dotata tecnicamente, s'interruppe bruscamente nel 1926 a causa di un grave infortunio al ginocchio che lo costrinse al ritiro. Visse, dunque, la sua carriera da calciatore semiprofessionista tra Ungheria, Cecoslovacchia, Italia e Uruguay.

### Allenatore

#### Alessandria e lo scudetto all'Inter

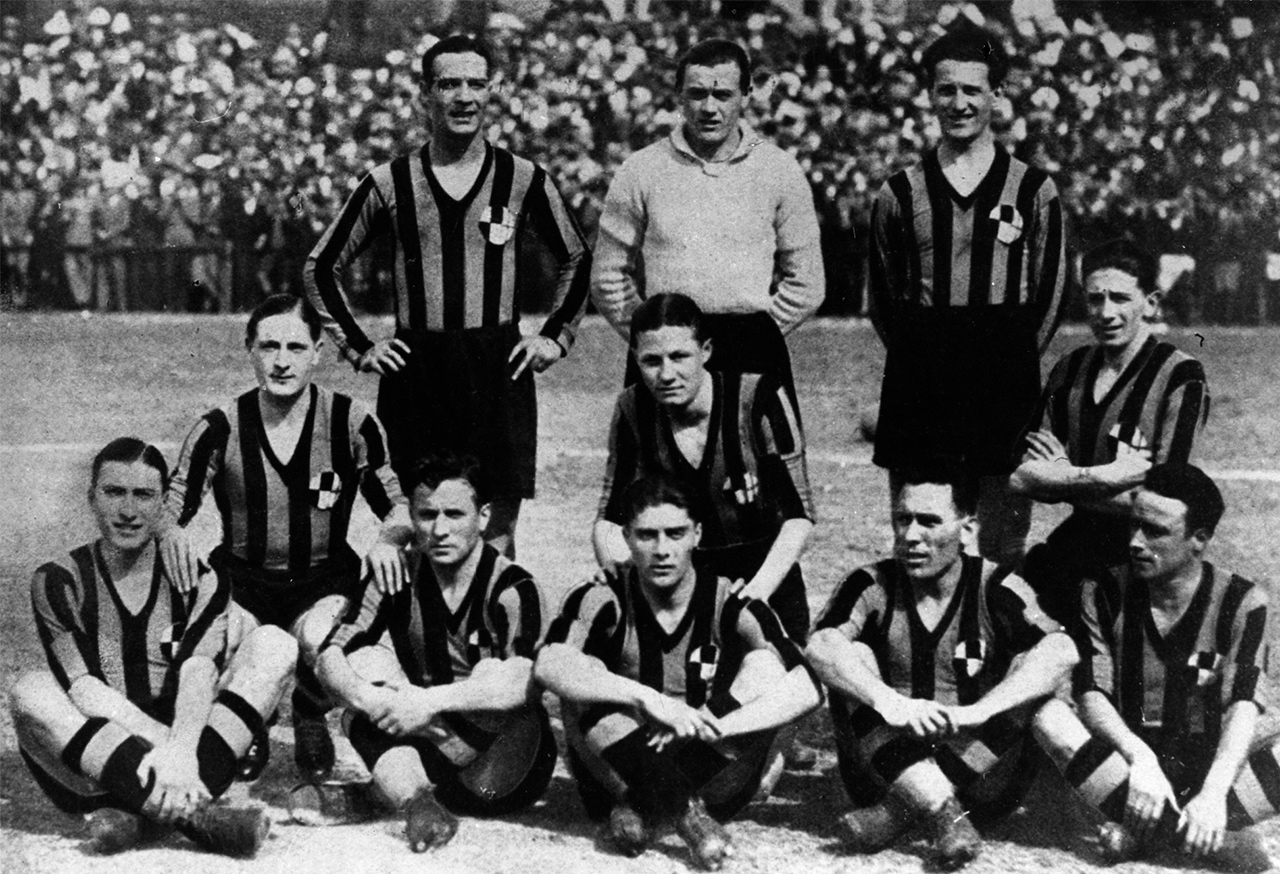
L'Ambrosiana di Weisz campione d'Italia nella stagione 1929-1930, primo titolo nella storia del neonato girone unico.

Iniziò allora il suo apprendistato da allenatore tra Ungheria, Uruguay e Alessandria, dove diventò, per il campionato di Prima Divisione 1925-1926, il vice di Augusto Rangone. Alla fine dell'anno tornò all'Inter, che subito gli affidò la panchina della prima squadra, con la quale ottenne il quinto posto in classifica nel campionato di esordio e il settimo l'annata successiva. Negli stessi anni, però, a causa delle pressioni dell'allora governo fascista, Weisz e sua moglie Ilona Rechnitzer, ebrea ungherese conosciuta durante il periodo sulla panchina dello Szombathely e sposata nel 1929, furono costretti a italianizzare il loro cognome in «Veisz»; similmente, anche l'Inter fu obbligata a cambiare denominazione in un più autarchico «Ambrosiana». Nonostante questo, proprio con la formazione milanese Weisz vinse nella stagione 1929-1930 il primo campionato a girone unico nella storia del calcio italiano: a trentaquattro anni, l'ungherese è tuttora il più giovane allenatore straniero ad aver mai trionfato in Serie A (il primato assoluto appartiene al trentatreenne Armando Castellazzi, alla guida dei nerazzurri nel 1938 dopo aver militato come mediano nell'Ambrosiana di Weisz).
Il punto di forza della squadra campione risiedeva nei metodi di allenamento: Weisz fu la prima guida tecnica ad accompagnare i suoi giocatori, durante le sedute, con maglietta e pantaloncini; introdusse inoltre specifici carichi di lavoro, curò la dieta dei calciatori e diffuse la pratica dei primi ritiri, ed era inoltre solito visionare personalmente i Boys, ovvero il settore giovanile. Proprio grazie a questa sua opera di scouting, nel 1930 scoprì – su consiglio di un altro grande centravanti interista, Fulvio Bernardini – un giovane ragazzo destinato a fare la storia del calcio italiano, Giuseppe Meazza, il quale emerse a neanche vent'anni come capocannoniere del campionato.
Weisz apportò numerose innovazioni anche dal punto di vista tattico: infatti, essendo un esponente della cosiddetta scuola danubiana, introdusse in Italia il Sistema, modulo di gioco messo a punto da Herbert Chapman, che rimarrà in auge nel calcio europeo fino agli anni 60. In più, assieme al dirigente interista Aldo Molinari e al commissario tecnico italiano Vittorio Pozzo, partecipò alla stesura del manuale Il giuoco del calcio, in cui espose principi di gioco e metodi di allenamento.

#### Bari, ritorno a Milano, Novara
Nella stagione 1930-1931, sempre alla guida dell'Ambrosiana, Weisz chiuse il campionato solo al quinto posto, sicché la società decise di non rinnovargli il contratto. Si trasferì dunque dall'altra parte del Paese, al Bari, dove guidò la squadra alla salvezza in Serie A, grazie anche a un vittorioso spareggio contro il Brescia. Nel 1932, però, venne richiamato dall'Ambrosiana, appena risollevata economicamente dal nuovo presidente, il facoltoso Ferdinando Pozzani, ben visto dal regime fascista. Nella sua nuova avventura milanese, Weisz ottenne per due volte la seconda posizione, raggiungendo la finale della Coppa dell'Europa Centrale 1933.
Lasciò i nerazzurri l'anno seguente, decidendo di passare sulla panchina del Novara, in Serie B, dove, pur restando solo sei mesi, di fatto costruì l'intelaiatura che arriverà seconda nel girone A, per poi ottenere l'anno successivo la prima promozione gaudenziana in massima serie. Negli stessi anni, la moglie Ilona, poi italianizzata in «Elena», gli diede due figli: Roberto e Clara, nati entrambi a Milano, rispettivamente nel 1930 e nel 1934.

#### I trionfi a Bologna, le leggi razziali, la fuga a Dordrecht

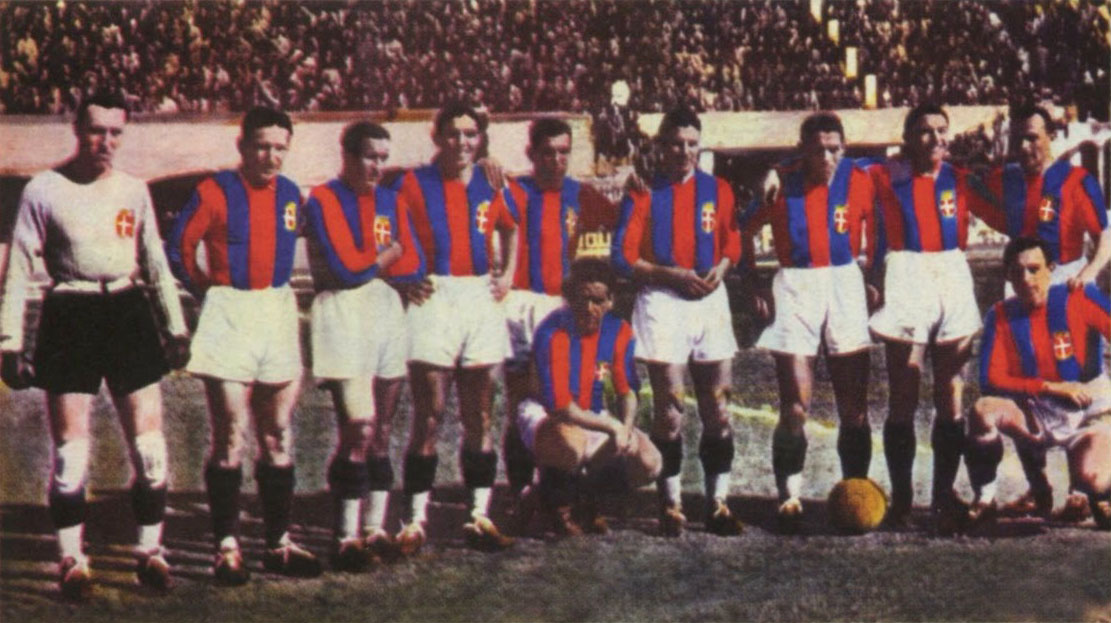
Il Bologna di Weisz che bissò lo scudetto nell'annata 1936-1937

Nel gennaio 1935 diventò allenatore del Bologna di Renato Dall'Ara, subentrando a un altro ungherese, Lajos Kovács; Weisz prese in mano una squadra in crisi dinanzi a uno storico dominio juventino, ma riuscì comunque a traghettarla al sesto posto. L'anno successivo, utilizzando solo 14 giocatori, record tutt'oggi imbattuto, Weisz pose fine al succitato ciclo bianconero, conquistando il terzo scudetto della storia bolognese: diventò il primo allenatore a vincere il campionato italiano con due squadre diverse. Dodici mesi dopo mise in bacheca il secondo tricolore consecutivo con i rossoblù, e frattanto nel 1937 si aggiudicò il prestigioso Trofeo dell'Expo di Parigi, battendo in finale il Chelsea per 4-1. Weisz, però, non riuscì a ripetersi nell'annata 1937-1938, dove non andò oltre il quinto posto.
Tutto cambiò improvvisamente nel 1938, quando l'allenatore felsineo, a causa delle leggi razziali che prevedevano l'obbligo di abbandonare il Paese da parte degli ebrei stranieri arrivati dopo il 1919, fu costretto a lasciare il suo lavoro e l'Italia per rifugiarsi con la sua famiglia prima a Bardonecchia, poi a Parigi e infine a Dordrecht, nei Paesi Bassi. Qui Weisz venne ingaggiato come allenatore della squadra locale dal presidente Karel Lotsy, il quale lo volle fortemente per migliorare il livello calcistico olandese, dove questo sport era ancora totalmente dilettantistico. Al suo primo anno, Weisz salvò il Dordrecht dalla retrocessione, vincendo il decisivo spareggio contro l'Utrecht. Nelle due stagioni successive conquistò due quinti posti, battendo formazioni ben più quotate come l'Ajax o i futuri campioni del Feyenoord.

#### Deportazione ad Auschwitz e morte
Dal maggio 1942, però, la situazione iniziò a peggiorare sensibilmente: la Germania nazista aveva conquistato i Paesi Bassi, gli ebrei furono costretti a portare una stella gialla sulle giacche, i figli Roberto e Clara erano stati espulsi da scuola e lo stesso Weisz non poté più lavorare; il tecnico era stato infatti licenziato dal Dordrecht a causa di un consiglio-minaccia da parte del commissariato di polizia.
La famiglia, almeno inizialmente, riuscì a sopravvivere nella piccola città olandese, grazie all'aiuto economico dei dirigenti della sua ex squadra, ma il 2 agosto 1942 i Weisz vennero arrestati dalla Gestapo. Pochi giorni dopo arrivarono nel campo di transito di Westerbork, nel nord-est dei Paesi Bassi – da dove passò, tra gli altri, Anna Frank. Il successivo 2 ottobre la famiglia Weisz partì su di un altro treno diretto ad Auschwitz: qui, il 7 ottobre, Elena, Roberto e Clara vennero subito uccisi nelle camere a gas; Arpad, invece, insieme ad altri 300 uomini, venne fatto scendere a Cosel, in Polonia, per essere poi mandato nei campi di lavoro dell'Alta Slesia. Dopo quindici mesi di lavori forzati, Weisz venne definitivamente ricondotto ad Auschwitz, dove trovò la morte in una camera a gas il 31 gennaio 1944, a 47 anni.

## Nella cultura di massa

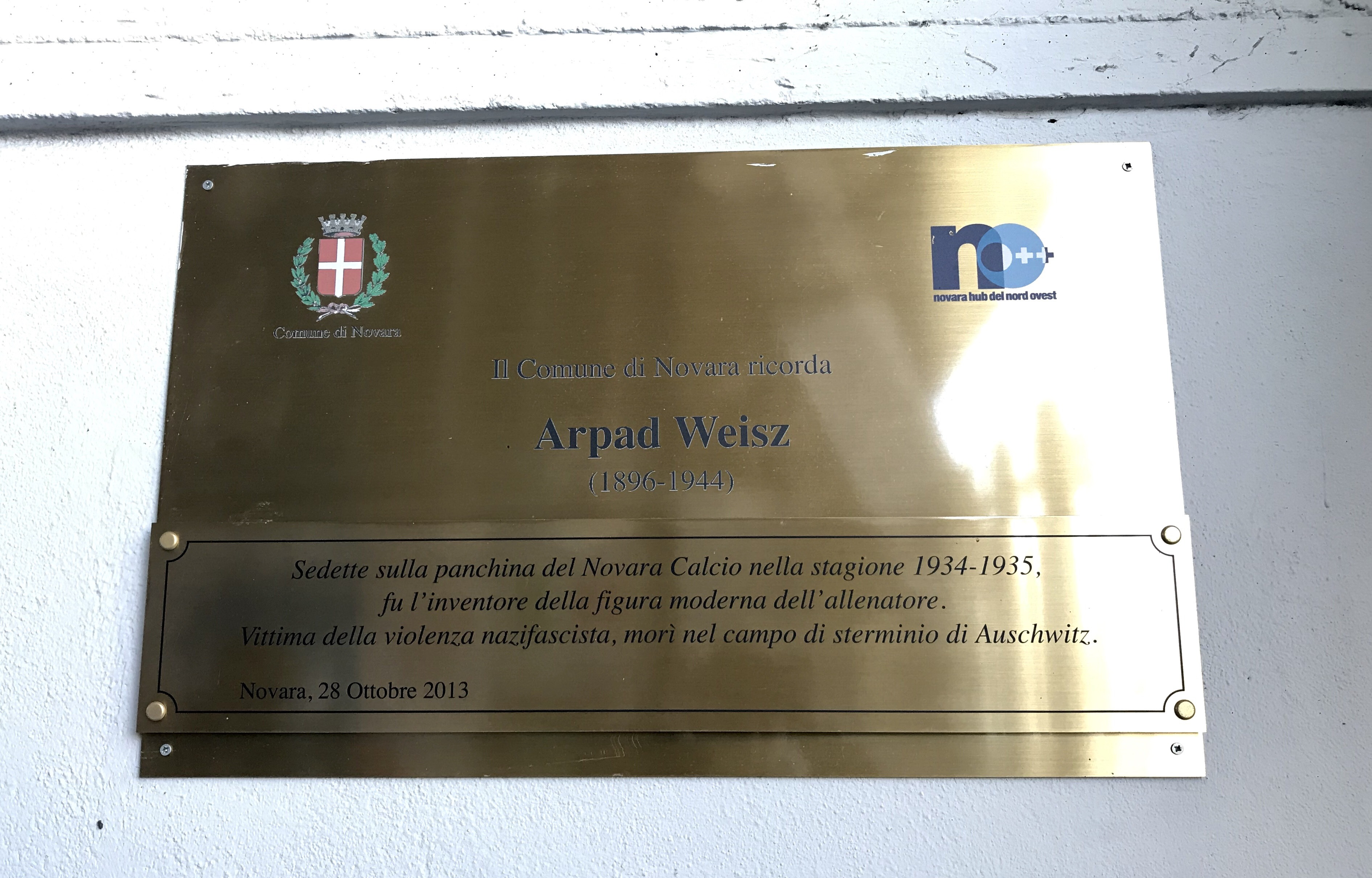
Targa commemorativa in onore di Weisz, collocata all'ingresso della tribuna d'onore dello stadio Silvio Piola di Novara.

Di fatto dimenticato e caduto nell'oblio per quasi sessant'anni, nel 2007 il suo nome è stato riscoperto grazie al giornalista Matteo Marani, il quale ne ha ricostruito la storia nel libro Dallo scudetto ad Auschwitz.
Nel 2009, su iniziativa del Comune di Bologna, è arrivata una prima commemorazione ufficiale a Weisz, con l'apposizione di una targa a lui dedicata sotto la torre di Maratona dello stadio Renato Dall'Ara; sempre a Bologna, nel 2018 gli è stata intitolata la curva San Luca dell'impianto, mentre nel 2025, davanti alla casa di via Valeriani dove Weisz abitò con la sua famiglia fino al 1938, quando fu costretto a lasciare l'Italia a causa delle leggi razziali, sono state poste quattro pietre d'inciampo in loro memoria.
Da allora si sono moltiplicate le iniziative in ricordo dell'allenatore. Nel 2012, in occasione del Giorno della Memoria, fu posta una targa allo stadio Giuseppe Meazza di Milano, per ricordare il tecnico del terzo scudetto nerazzurro. Nel 2013 gli è stato dedicato il quarto di finale di Coppa Italia tra Inter e Bologna, coi giocatori delle due squadre entrati in campo con una maglia commemorativa. Nello stesso anno è stata apposta una targa commemorativa allo stadio Silvio Piola di Novara. Nel 2014 anche la città di Bari gli ha reso omaggio, intitolandogli una via nei pressi dello stadio San Nicola.

## Statistiche

### Cronologia presenze e reti in nazionale
| Cronologia completa delle presenze e delle reti in nazionale ― Ungheria | Cronologia completa delle presenze e delle reti in nazionale ― Ungheria | Cronologia completa delle presenze e delle reti in nazionale ― Ungheria | Cronologia completa delle presenze e delle reti in nazionale ― Ungheria | Cronologia completa delle presenze e delle reti in nazionale ― Ungheria | Cronologia completa delle presenze e delle reti in nazionale ― Ungheria | Cronologia completa delle presenze e delle reti in nazionale ― Ungheria | Cronologia completa delle presenze e delle reti in nazionale ― Ungheria |
| Data                                                                    | Città                                                                   | In casa                                                                 | Risultato                                                               | Ospiti                                                                  | Competizione                                                            | Reti                                                                    | Note                                                                    |
| ----------------------------------------------------------------------- | ----------------------------------------------------------------------- | ----------------------------------------------------------------------- | ----------------------------------------------------------------------- | ----------------------------------------------------------------------- | ----------------------------------------------------------------------- | ----------------------------------------------------------------------- | ----------------------------------------------------------------------- |
| 15-6-1922                                                               | Budapest                                                                | Ungheria                                                                | 1 – 1                                                                   | Svizzera                                                                | Amichevole                                                              | -                                                                       |                                                                         |
| 24-9-1922                                                               | Vienna                                                                  | Austria                                                                 | 2 – 2                                                                   | Ungheria                                                                | Amichevole                                                              | -                                                                       |                                                                         |
| 26-11-1922                                                              | Budapest                                                                | Ungheria                                                                | 1 – 2                                                                   | Austria                                                                 | Amichevole                                                              | -                                                                       |                                                                         |
| 4-3-1923                                                                | Genova                                                                  | Italia                                                                  | 0 – 0                                                                   | Ungheria                                                                | Amichevole                                                              | -                                                                       |                                                                         |
| 11-3-1923                                                               | Losanna                                                                 | Svizzera                                                                | 1 – 6                                                                   | Ungheria                                                                | Amichevole                                                              | -                                                                       |                                                                         |
| 6-5-1923                                                                | Vienna                                                                  | Austria                                                                 | 1 – 0                                                                   | Ungheria                                                                | Amichevole                                                              | -                                                                       |                                                                         |
| Totale                                                                  |                                                                         | Presenze                                                                | 6                                                                       |                                                                         | Reti                                                                    | 0                                                                       |                                                                         |

## Palmarès

### Allenatore

#### Competizioni nazionali
- Campionato italiano: 3

Ambrosiana: 1929-1930
Bologna: 1935-1936, 1936-1937

#### Competizioni internazionali
- Torneo Internazionale dell'Expo Universale di Parigi 1937: 1

Bologna: 1937

## Opere
- Il giuoco del calcio, con Aldo Molinari, Bologna, Minerva Editore, 2018  [1930], ISBN 978-88-7381-978-3.

### Videografia
- Ubaldo Pantani, Arpad Weisz, dallo scudetto ad Auschwitz, Rai 2, 26 gennaio 2015.
- Federico Buffa, Federico Buffa Racconta: Arpad Weisz - Dallo scudetto ad Auschwitz, Sky Sport, 2013.